# 汉字

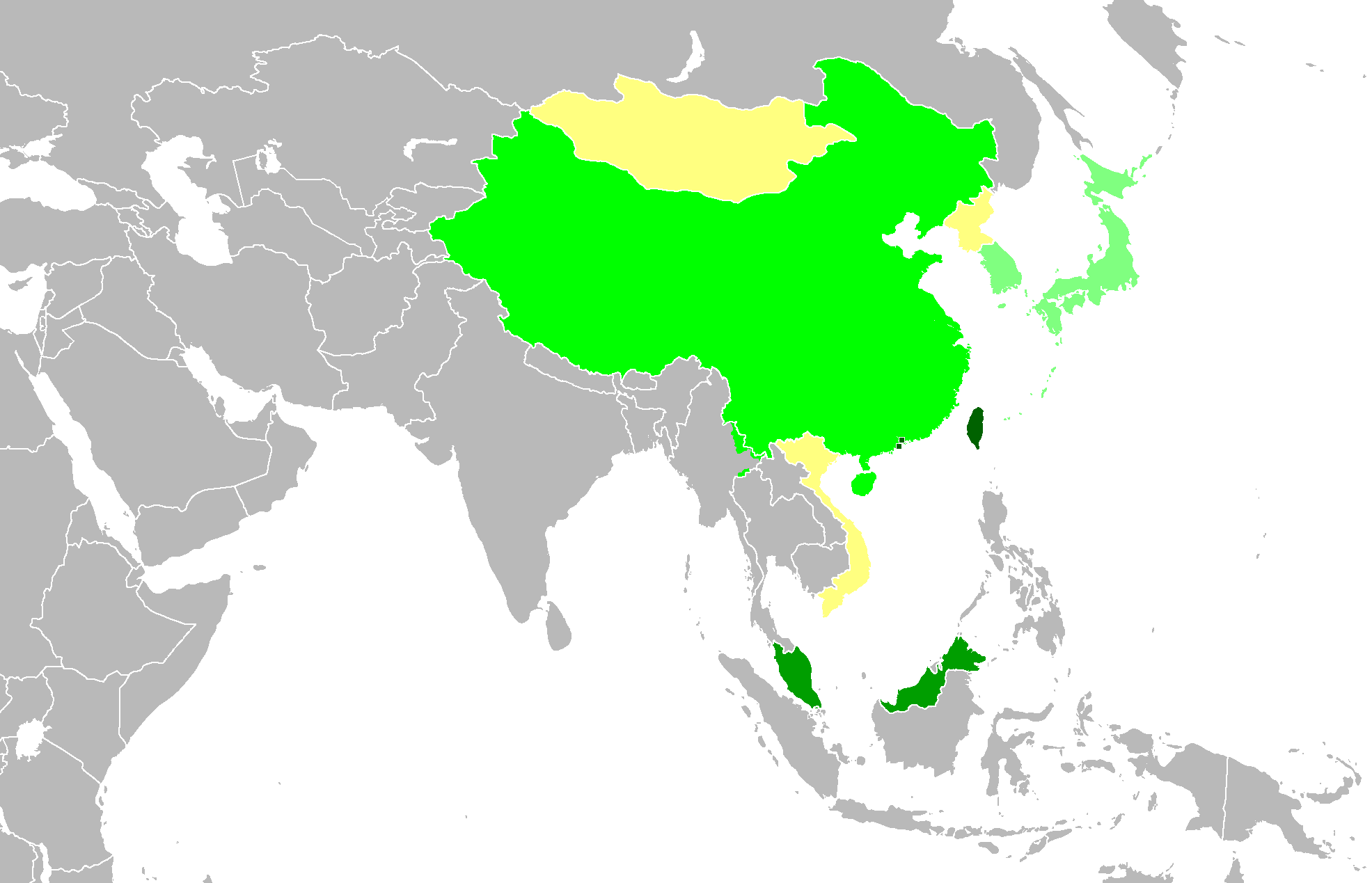
主要使用繁體字的地区（TWN、HK、MO）
正式采用简化字，但也使用繁體字的地区（SGP、MYS）
主要使用简化字的地区（CHNML、Wa State、Myanmar Special Region 1、Eastern Shan State Special Region 4）
汉字与其他书写系统在同一语言中并用的地区（JPN、KOR）
曾经使用汉字的地区（VNM、PRK、MNG）

漢字，又稱漢文、華文、中文、華語字、唐話字、唐人字、中国字，是书写漢語所使用的文字系统，也是现今世界上唯一仍廣泛使用的語素文字，主要流行于漢字文化圈（特别是大中华地区），也是联合国四种官方文字之一（另外三种皆为拼音文字，分别是英语、法语与西班牙语使用的拉丁文字、俄语使用的西里尔文字和阿拉伯语使用的阿拉伯文字）。
漢字是世界历史上唯一被高度發展的語素文字。它從基礎的象形字和指事字演變而來，逐步發展出以形聲字和會意字為主流的六書系統。加上各類異體字與生僻字，目前各種字典中收錄的漢字總數已超過十萬字。在結構上，每個漢字是由最基本的筆畫以二維方式排列組成。筆畫本身不包含任何語素，功能相當於表音文字中的字母；而由筆畫構成的偏旁部首則是漢字內部結構中最小的語素單位，類似於某些表音文字中的詞根。除形聲字外，多數漢字並不具備音素性；而形聲字的聲旁則帶有一定的表音功能，但由於多數基於上古漢語的發音，因此與現代標準漢語之間存在差異。現代漢字通常搭配額外獨立的標音系統以輔助閱讀。在中華民國時期主要使用注音符號，而在臺灣以外的地區（特別是中國大陸）則多採用拉丁化的漢語拼音。虽然绝大多数汉字单字都拥有自身的独立含义，在语法上相当于英文的单词，但汉语词汇通常都是由两个以上单字组成的合成词。
汉字最初由中國上古時代的黄河文明華夏族所發明創製，其字體歷經長久改進及演變。目前汉字确切出現的歷史尚有争议，最早可追溯至約公元前2500年、早于夏朝的陶文，成熟於公元前1300年的商朝的甲骨文、金文以及西周的籀文，再到春秋戰國的大篆，最终在秦朝统一天下后推行书同文被标准化为小篆，至漢朝發生隸變產生与现代汉字已形无大异的隶书，並於魏晋南北朝时期演变成楷书和衍生自书法风格的行书和草书，在唐代因雕版印刷的出现成為今日手寫的穩定標準，再发展到宋朝因活字印刷的普及变成至今出版物仍常用的宋体和仿宋体。現代漢字大體分為傳統漢字（反称为繁体字）與簡化字（简体字）兩大標準，前者主要用於台灣以及香港、澳門等地区，後者則由中国大陆在1950年代制定並使用，后为新加坡、馬來西亞等海外华人眾多的國家采用。在非漢語体系中，日本將部分日文汉字自行作簡後，成為現在的日本新字体；大韓民國也製定了官方的朝鮮漢字使用規範，而史上曾使用過漢字的朝鮮、越南、蒙古等國，漢字已不再具有官方地位。
漢字是人类迄今为止连续使用时间最长的主要书写系统，也是唯一广泛应用至今的音意文字——相比之下，其他曾兴盛一时的文明古国文字（如古埃及的圣书体、巴比伦的楔形文字、古印度的印度河文字与婆罗米文字等）都早已消亡，其余一些仍尚存的古典文字（如拉丁文、古希腊文和梵文）也早已沦落成为在宗教和学术领域之外无人日常使用的死语。中國历朝历代皆以漢字為主要书写文字，在中华治世的很長時期內還充當東亞地區唯一的國際通用文字，在19世纪和20世紀各国因中国孱弱而先后去中国化之前都是朝鮮半島、越南、日本和琉球等國家实质上的書面規範文字。除了直接借用汉字外，古代東亞諸國还均有基于汉字偏旁的自創文字，如日文片假名和越语喃字等，但现今只有片假名仍被使用。如今汉字仍是中华人民共和国和新加坡的官方文字，此也是多數国际组织（例如联合国、上海合作組織等）的工作文字，加上這些国际組織在1971年联合国大会第2758号决议后出于“一个中国”政策均採用简体字为正式文字，以及21世纪初中国崛起等原因，所以現今多數國家的外國人如學習中文均以简体為主。大部分非港澳台的华人只在少數情況下（如研究中国历史、研究古代汉语、派駐港澳台地區等）才會學習繁体字，但“识繁写简”的提倡在除台湾以外的大中华地区已获得了不少支持。

## 「漢字」語源
「漢字」一詞最早出自元朝《金史》卷九本紀第九，「章宗一」：「十八年，封金源郡王。始習本朝語言小字，及漢字經書，以進士完顏匡、司經徐孝美等侍讀」。《金史》也出現多次，如：「女真初無文字，及破遼，獲契丹、漢人，始通契丹、漢字，於是諸子皆學之」、「長子布輝，識女真、契丹、漢字，善騎射」，將漢族文字、女真族文字、契丹族文字之間互相區別。
在清朝前期，政府官方文字是滿文，當時已用「漢字」一詞稱呼中國漢族的傳統文字。另外，日本人也稱呼為，以別於由漢字衍生的假名。在李氏朝鮮，则与訓民正音（諺文）相区别。在越南，則與由漢字衍生的喃字相區別。在琉球國，則與琉球國字頭相區別。

## 漢字的歷史

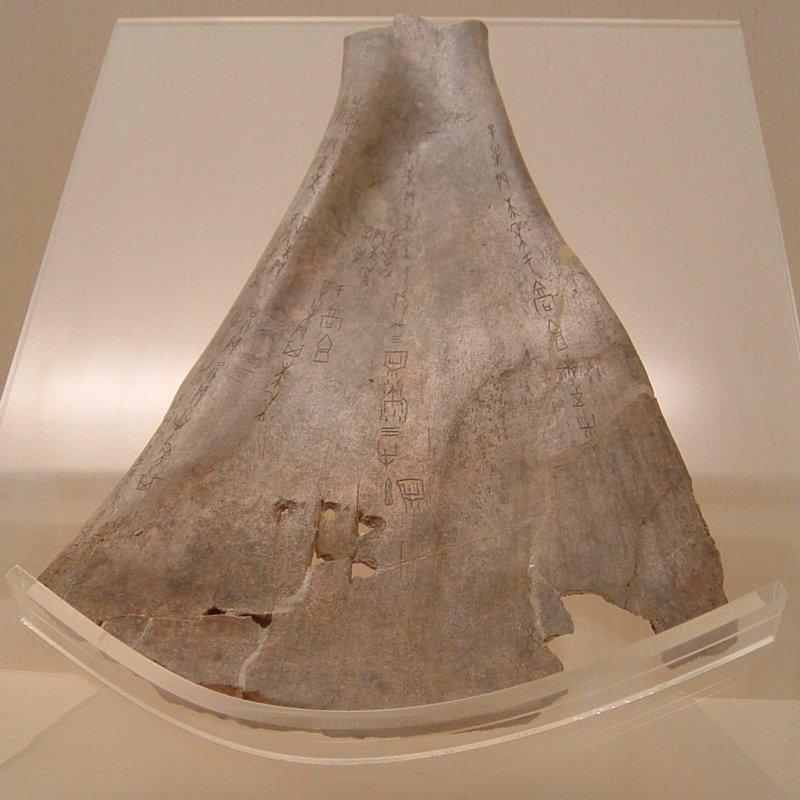
甲骨文

傳說漢字起源於倉頡造字。根据《淮南子》的记载，黄帝的右史官仓颉根據日月形狀、鳥獸足印創造了文字，使而「天雨粟，鬼夜哭」。但從歷史的角度看，複雜的漢字系統不可能由一人發明，仓颉應該是在漢字的蒐集、整理、統一上作出了突出貢獻，所以后来荀子在其《荀子·解蔽》中对此评论认为「好書者眾矣，而倉頡獨傳者，壹也」。

### 字形史

#### 原始文字
文字发明前的口头知识在传播和积累中有明显缺点，原始人类使用了结绳、刻契、图画的方法辅助记事，后来用特征图形来简化、取代图画。当图形符号简化到一定程度，并形成与语言的特定对应时，原始文字就形成了。唐兰在《古文字学导论》中将古文字分成殷商系、西周系、六国系、秦系四系。
1994年，湖北楊家灣大溪文化遺址出土了大量陶器。在这些6000年前的陶器上发现了170多種符號，部分符号的特徵與甲骨文很类似。此外，山東大汶口出土陶器上的象形符號、西安半坡彩陶上的半坡陶符以及河南賈湖遺址发现的距今8000年前的龜甲上的贾湖契刻符号等，都可能是原始文字形成中（或形成前）不同階段的表現。但是，這些幾何符號是否是文字、是否是漢字前身，這些仍是争议颇多的問題。
中華人民共和國考古學者王恩田與俞偉超等人認為，在龍山文化中發現的丁公陶文，是東夷系統的文字。馮時認為，丁公陶文屬於古彝文系統，殷商甲骨文中的人方以及西周所稱的東夷，可能與彝族有關。李象潤、李浴洋等大多數學者認為，丁公陶文屬於古漢字系統。

#### 象形指事時代

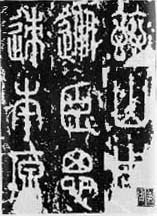
泰山封禅刻石，相傳為李斯所書

從甲骨文到小篆，漢字經歷了從鉅細靡遺描繪意象的方式，往簡化成容易紀錄刻畫的方向變遷，字形逐步脫離事物的具體形象。這一時期的漢字也稱為古文字。
商周時期的甲骨文已經是比較完整的文字體系。在已發現的4500多個甲骨文單字中，目前已能認出近2000字。與甲骨文同期，青銅器上鑄造的文字被稱為金文或鐘鼎文。西周時期的《散氏盤》、《毛公鼎》具備很高的史料和藝術價值。
春秋時代開始，各地諸侯相爭，而原本周文化獨尊的局面逐漸破壞，各地區文化開始有“在地化”的改變趨勢。到了戰國時代以後，這種情況更明顯，在文字使用方面可以粗略依照地域分為五大系統：東方齊系、東北燕系、南方楚系、北方晉系和西方秦系文字，各系統的文字大體上相近，只有小部份文字有所差異，因此彼此文書往來並沒有太大問題。
秦始皇统一六國後，李斯在大篆（秦系文字）和六國古文的基礎上，進行規範和整理，制定出了小篆作為秦朝的標準書寫字體，統一了中國的文字，影響深遠。小篆呈長方形，筆畫圓潤流暢。小篆解決了各國文字間出現大量異體字的情況，「書同文」的歷史從此開始。文字的統一有力促進了不同語族間的文化傳播，對中國統一以及東亞各國的文化交流發揮重要作用，為世界文字史所罕見。
漢字的發展經歷了諸多演變。初期漢字系統的字數很少，以象形與指事的獨體字為主，大量事物以通假字來表示，使文字表述存在較大歧義。例如先秦的「文」，兼有後世的新字「紋」的功能，表示一組成各種事務的規律、型式，不單指文字的「文」，也包含野獸身上的花「紋」、布上面的織「紋」、手指的指「紋」等數種含意。
除了「凹」、「凸」等特例直到唐朝才發明，大部分的象形指事字很早就已經定型，成為下個時代形聲會意組字法的基礎。

#### 形聲會意時代
為了能更精準的表述，最早從小篆的時代開始一直到現代，因應隨文明發展不斷增加的新事物，以基本的象形指事字為基礎，發展了形聲、會意的組字法，以組合方式，來細化大量的字出來，使得文書上記載越來越精密，一直為造字主力。
例如：
- 最早海上的交通工具就只有：「舟」一種；但演化到現在，細分成「舨、舟、艇、船、艦」等不同小大規模與形制的「舟」。
- 起初，金屬只有「金」一種，但隨著冶金技術的發展，對於金屬的知識更加豐富，「金」被細化成「金」、「銀」、「銅」、「鐵」等等。
- 隋文帝楊堅原為隨國公，但因「隨」字的「辶」有不穩定之意，故去掉「辶」，而造「隋」字作為國號。
- 唐朝和武周時，武則天根據「日月當空」之意而造字「曌」（同「照」字）作為她的名字。同時發明的文字還包括圀、瞾、囝等。人稱則天文字。
- 五代劉龑取「飛龍在天」之意創了自己名字內的「龑」字。
- 在近代，由於大量西方事物的湧入，也造了許多字。例如隨著「Beer」傳入中國，如何用漢字表達是大哉問，最初譯為皮酒，後覺不妥，於1910年左右創造了「啤」字——譯為「啤酒」。（而在同一時期，朝鮮半島与日本採用了「麥酒」這個名字作為「啤酒」的譯名。）
- 近现代科學名词用字多有新造汉字，以形声字为多，亦有形声兼会意字和反切字。還有一部份是古字賦予新義（如“烷”在古书中也有，意为“火”）。
  - 化学元素中，常温下为固体的金属元素、非金属元素一般分别用“金”、“石”为形旁，并以相应英文名称中的音节发音近似的汉字为声旁，如“镁”、“铝”、“硒”、“碲”等字；常温下为气体的元素从，如“氦”、“氟”等；“汞”、“溴”常温下呈液态，从“水”。
  - 一些化学元素用字则与其性质和功能有关，如“氢”言其重量“轻”，“氧”有“滋养生命”之意，“氯”有“绿色”意。
  - 一些非金属元素加氢生成的基团常按其性质将形旁改为“金”、“⺼”（氮用“氨”字改），如“铵”、“胺”、“鏻”、“膦”、“鉮”、“胂”等，分别表示其相应的质子化的氢化物以及氢化物分子中的氢被烃基取代的化合物，其音从原字改变音调而来。
  - 热力学中，相关的形声字则从“火”为形旁，如“焓”、“熵”等。
  - 有机化学中，命名原则如下，包括新造字和古字赋予新义：
    - “酉”表示含氧元素：醇、醛、酮、酚等。
    - “艹”表示芳香烃：苯、萘、菲、蕃、苊等。茂被用于指五个碳的环戊二烯（戊意思是五，表示五元环）。
    - “⺼”表示含氮元素：肟、腈、朊（蛋白质旧称）等。
    - “口”表示杂环化合物：吡咯、噻吩等。
    - 古字甾用来指母体是四个环和三个支链的一类化学物质。
    - 古字㗊过去被用来指具有四个环的卟吩。
    - 一些基团常取其组成元素的名称用字的偏旁合成，其发音取两部分字音合成，类似反切。如“烃”（碳氢）、“羰”（碳氧）、“巯”（氢硫）、“羟”（氢氧）等。
    - 烃类中，烷、烯、炔则为形声兼会意字，声旁分别取自“完”、“稀”、“缺”，表示其不同的饱和度。

  - 工程中部份字屬於新造或選用已有古字賦予新義：“泵”、“砼”等。
  - 生物學中部份字屬於新造或選用已有古字賦予新義：㺢㹢狓、猛獁的“獁”、𪄳鷎、鴯鶓、鵎鵼、鶆䴈、鿕屬的“鿕”等。
- 為了表示英制的單位，還造了一些多音節的字（計量用漢字），如浬（海里）、嗧（加侖）、瓩（千瓦）、呎（英尺）、哩（英里）等度量衡用字。目前在臺灣仍然使用，但多為單多音節混用，香港已經沒有用嗧、瓩等，而浬、呎、哩等就已經是單音節。不過這些多音節的字在1977年7月20日大陸的中國文字改革委員會和國家標準計量局所發的《關於部分計量單位名稱統一用字的通知》中被淘汰，在大陸地區不使用。

有了造好的象形、指事的獨體字為基礎，使用形聲、會意組字法隨著文明的發展，組出表示新事物的合體字，這使得記載為文時，以前述的各種不同的船來說，只要看一單位的字形，我們就知道指的是哪一種「舟」，這樣辨識理解的效率非常高；反過來，以組詞的方式就要看過前後文（或短或长）有其他哪些字才能判斷正確的意義，較缺乏辨識效率，但方便口語溝通（漢字同音字太多，聽覺不易辨識，解法一為組詞，二為如韓日語數音為一字：「浬」發音為海里）。

### 繁化與簡化

#### 繁化
漢字非為一時、一地、一人所造，是古人共同使用流傳後的結果，受到多數人使用的字形則可流傳至今，不受流通的字形則收藏在金石古典，或消失在歷史洪流之中。因此，有的字會為了書寫簡便，省筆或速寫漸漸成為另一個筆畫少的字體，稱為「漢字簡化」；但是亦有為了使漢字能清晰辨識或加強表音、表意，而將字形增加筆畫或部件，使得該字能精準表達或是不易更動，稱為「漢字繁化」。
「漢字繁化」的首要目的是加強漢字的辨識度，避免混淆。如國字數字的大小寫中，因「一、二、三」等數字筆畫少，在書寫後容易遭到篡改而影響金額、數量等利益，除若干數字是借用筆畫較多的他字來代表數字，如以「壹」代「一」、「貳」代「二」、「伍」代「五」、「陸」代「六」、「玖」代「九」等外，另外則採增加筆畫或部件而造出的漢字數字，如「一」有「弌」、「二」有「弍」、「三」有「弎、叄、叁(亦為參之代字後變體)」、「四」有「䦉」等，在原來的漢字上再加上其他筆畫部件，而音義並未改變，是漢字繁化情形。「上」和「下」也是由古文「丄」（或「𠄞」）和「丅」（或「𠄟」）增筆繁化而成。
有些繁化現象，則爲加強字理。例如爲加強漢字標音功能而增加識音的聲符。例如「齒」字，古字作「𠚕」，是口中有牙齒的象形。可能因不易識別字音而增加聲符「止」作為標音，「𠚕」與「齒」的音和義是一樣的。又如「鬥」字形是象二個散髮動手打鬥之人，可能因不易識別字音而增加聲符「斗」、「豆」作為標音，繁化為「鬦」、「𩰒」，而「鬥」與「鬦」、「𩰒」的音和義是一樣的。如此字義並無改變，繁化是為了能增加該字的標音功能。又例如替漢字增加義符，像「華」的古字並無上方的「艹」，本身是花朵的象形，後來增添義符「艹」表示類屬。又如「舂」、「舊」等字所含有的「臼」字，甲骨文只作「凵」，像凹陷下去的形狀，然而這形狀也很容易被理解作地面凹陷下去；因此金文就在「凵」內加像米粒、穀粒的小點，增強它的象形成份，使「臼」義明顯。
另外，亦有漢字造字的繁化現象。漢字作為古人識別萬事萬物的工具，然而人事物眾多，漢字卻有限，若將萬事萬物都造一字表示，則漢字數量過於龐大，如古時以馬作為生活交通工具，為不同類型的馬造出許多漢字，如「驤：後右蹄白色的馬」、「馵：後左腳白色的馬」、「騚：四蹄全白的馬」等字，大量增加馬部專屬的漢字，雖能特定、精準地專指某種馬匹的意思，至今卻鮮少使用。因此，一般仍是以一個漢字具備多項意義來運用，再由一個漢字沿伸出多個漢字，稱為「漢字繁化」。而相同字義的漢字繁化，為漢字同源詞中的「累增字」，繁化後產生不同意義者為漢字同源詞中的「後起字」及「孳乳字」。
此處與「簡體字」（「相同字義而筆畫減省」的漢字，也稱省字、略字）相對，故僅論述「相同字義而筆畫增繁」的漢字，即「累增字」，指原字雖已造，然而該字借給他用後對於表達原事物的意義漸漸不清，故再增加表意部件來表達原字意義，如「止」本意為腳趾，後世多借用此字表示「停留」義，於是加「足」繁化為「趾」以示本義；「然」本意為燃燒，後多將其用作虛詞，原義加「火」繁化為「燃」；「它」本意為蛇，但逐漸用作代詞，本義則加「虫」部繁化為「蛇」。

#### 簡化

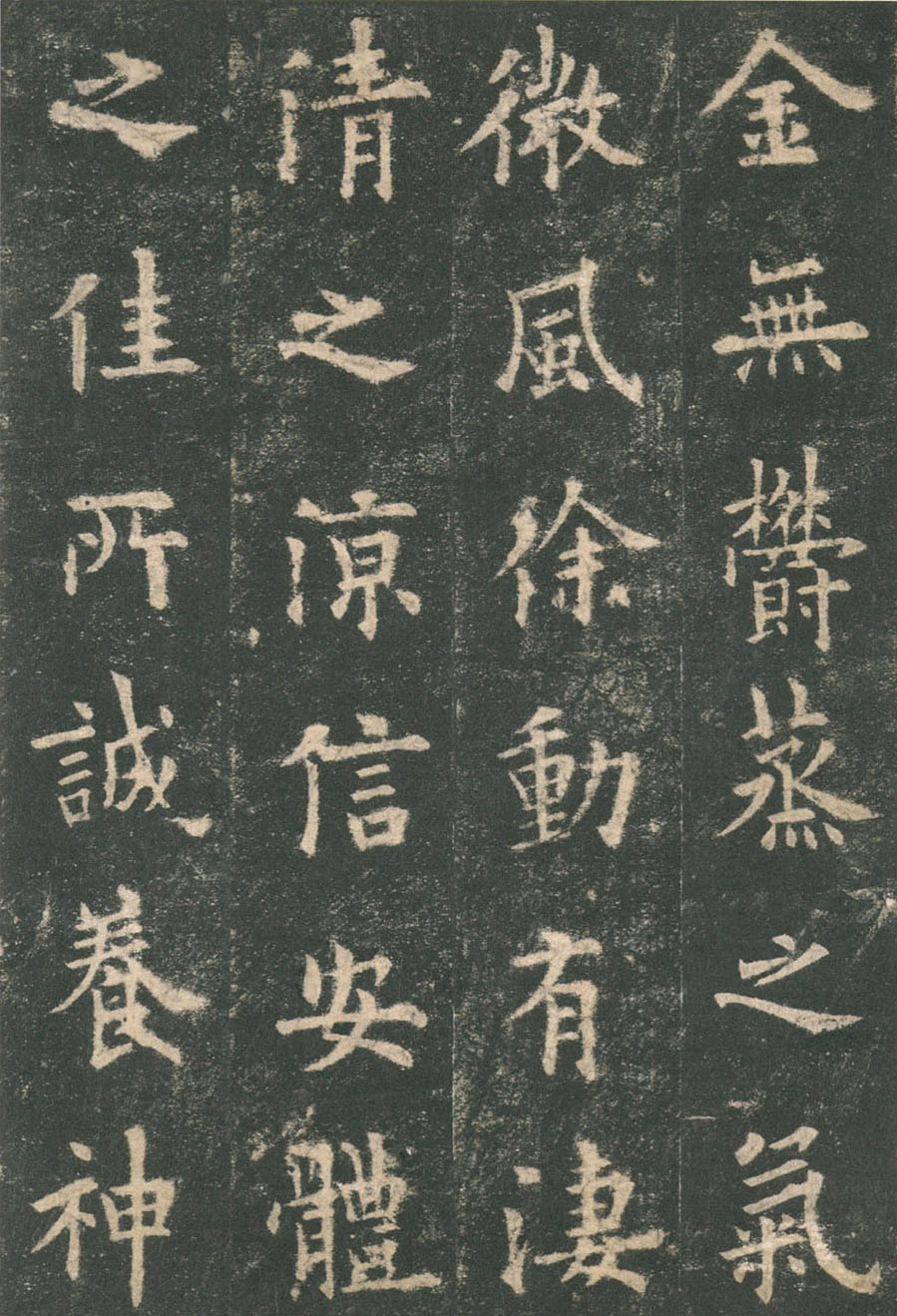
楷書歐陽詢的《九成宮醴泉銘》

漢字結構複雜，異體字非常多。自古以來已經有許多的俗字（或稱省字、略字、簡體字），其中有一些是爲了書寫簡便，較之正字筆畫減少的簡俗字，但俗字多半是人民私下使用，正式的文書仍然是用正體字。
近代，處於強勢地位的西方文明開始進入東亞，整個漢字文化圈的各個國家中紛紛掀起了學習西方的思潮。當中有人堅持漢字的傳統，亦有鼓吹放棄使用漢字。這些鼓吹放棄漢字運動的立論「漢字落後論」，內容為：跟西方拼音文字相比，漢字是繁瑣笨拙的。尤其在近代個人電腦還沒有普遍化以前，因為漢字不能透過打字機書寫，而必須使用巨型的排版房的鉛字，也就是說漢字已成為教育及資訊化上的瓶頸。但是近代個人電腦普遍化以後，漢字能透過個人電腦輸入，此種論述已經不具說服性。許多使用漢字國家以政治推行的方式，進行了不同程度的漢字簡化，甚至還有完全拼音化的嘗試。日本的使用假名方案以及漢語多種拼音方案的出現都是基於這種考量。
對於「漢字簡化」，執行的對象有民間及官方二種。在民間百姓寫字只為紀錄或交流，不需要嚴格遵守筆畫規範，因為漢字筆畫多，在書寫時會有連筆、省筆以求快速書寫是古今皆有的現象，如將「貝」、「見」、「且」、「直」等有框中二橫、三橫的筆畫直接以一直筆代替，或像是在日本民間將「門」略寫為，這是民間漢字簡化的情形，加上普遍在社會中流通，成為民間「手頭字」、「俗字」；而官方的「漢字簡化」則是由政府以公權力進行並頒布實施。
1935年8月21日，中華民國國民政府教育部颁布《第一批简体字表》，1936年2月被通令“暂缓推行”。
中华人民共和国政府最初以「廢除漢字」（漢字拉丁化）為最終目的於1956年1月28日發布《漢字簡化方案》，1964年5月審定通過《簡化字總表》，客觀上配合了不久之後的文化大革命「破四舊」政策。1986年經少量修訂後重新發表，一直在中國大陸地區使用至今。1977年，曾公布《第二批漢字簡化方案（草案）》，發布「二簡字」，試用一段時間（約八年）後因為字形過於簡陋且混亂而停用，並於1986年正式宣布廢除。新加坡和馬來西亞政府分別發布了同中國大陸《簡化字總表》相同的簡化字表。
日本政府在二戰結束後也進行了漢字簡化。1946年日本内閣公佈了《當用漢字表》，收字1850个，其中對部分漢字進行了簡化，有些簡化後的漢字與中國大陸簡化後的漢字一致，有些則有一定差異，部分為日本自創。

### 書體史
小篆筆畫以曲線為主，後來逐步變得直線特徵較多、更容易書寫。到漢代，隸書取代小篆成為主要書體。漢代以後，漢字的書寫方式逐步從木簡和竹簡，發展到在帛、紙上的毛筆書寫。隸書的出現，奠定了現代漢字字形結構的基礎，成為古今文字的分水嶺。隸書進一步發展爲楷書，到唐代，楷體完全定形。除端正的楷書外，亦同時衍生出適於手寫的行楷，並進一步衍生出筆畫更加簡省而飛動的草書。楷書、行書、草書等書體都發展爲藝術。古代印刷術發明後，明朝出現了用於印刷的宋體、民初出現仿宋體，宋體亦傳入日本、韓國等使用漢字的國家，同樣成爲當地通行的漢字印刷體。現代手寫體仍以楷體為標準（鋼筆字），除了傳統的宋體外，現代又陸續出現了笔画大小粗细均衡的黑體等字形。

### 書寫方向
在紙張被發明之前，漢字通常寫在竹簡上。因此，傳統漢字書寫方向爲從上往下，從右往左的豎排格式。自二十世紀中葉，越來越多的漢語出版社開始使用橫排發行刊物，尤其是有關科學技術的期刊（橫排便於書寫數學公式和化學表達式，並且便於穿插同爲橫排書寫的西方字符）。

## 漢字的特點
漢字的特點如下：
1. 字根組字：每個漢字可由物體及抽象事物構成。一個漢字偶爾只由一個構成字組成，通常是由兩個以上構成部分合體而成。漢字本身即有意義的869個聲母及265個形母的象形、指事字為最基本字根部件，稱為「字源」，通常為獨體字，例如「日」、「月」，可組成各種複合部件（如「明」，可再堆疊組合成漢字盟、萌、曌等字）、以及一般認知的字（「明」本身就是一個字）。《參考漢字的字形與編碼第三頁 （页面存档备份，存于）》
2. 表意：承上，字根本身表義，多個字根合成新義，且空間的配置對字義有影響。（朱邦復先生的字易即是探討此）
3. 相容並蓄：各語言、各領域應用可以六書基本規則，可貼近自身領域、地域所需組出所需要之字。最明顯的例子當屬化學元素的中文命名法。
4. 書同文：漢字本身不完全表音，不同方言、語言之間，仍可書同文，以文意、字義來互相瞭解。
5. 獨有的文化如對聯、書法藝術等。
6. 任意排列：漢字可由上而下、由右而左、由左而右排列，不像多数文字只能固定一個方向讀。
7. 方格字：一般漢字不論筆畫多少，一個漢字都可以一個方格呈現，故能創作文句大小等距、對稱的門聯、春聯。
8. 拼义文字：与拼音文字地位相当，为不同的发展道路，反映了不同类型的文明[25]。

## 漢字的語文知識

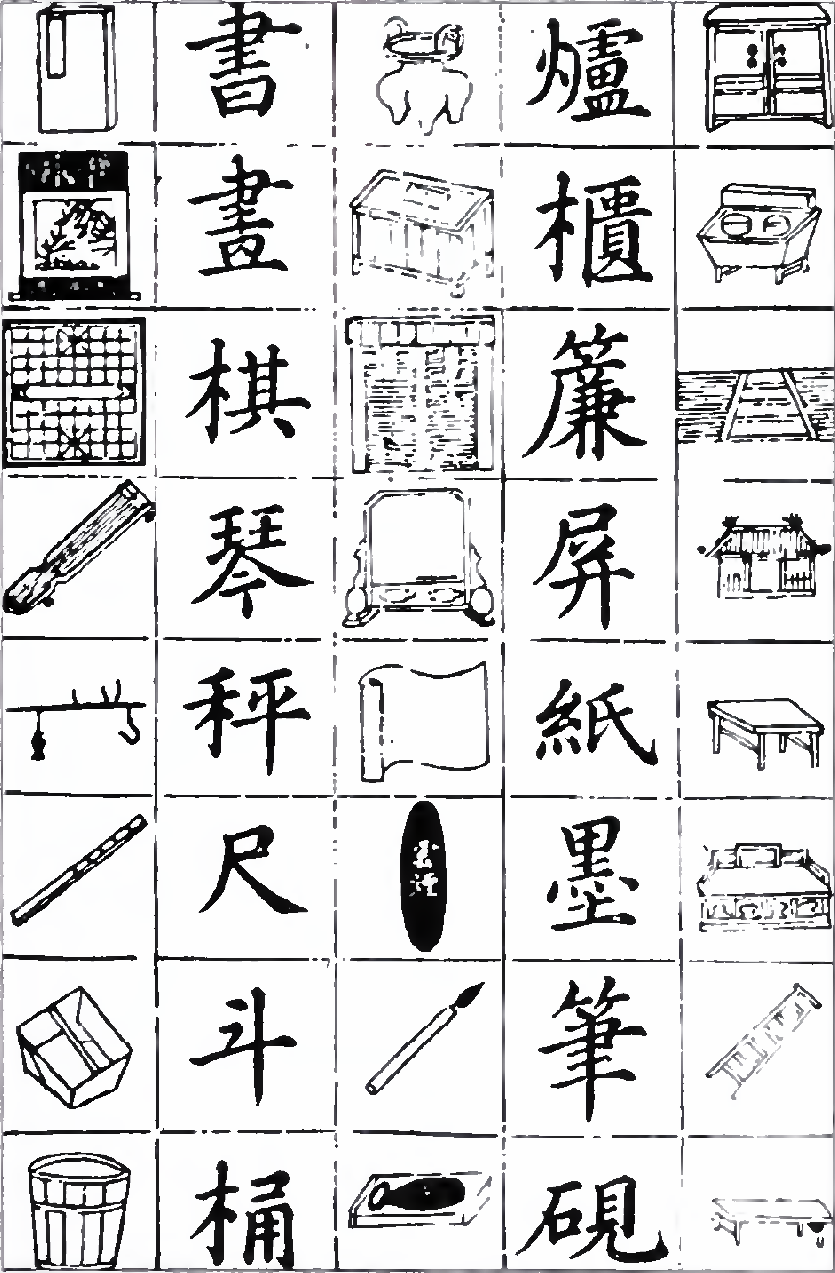
摘录自1436年启蒙读物的汉字

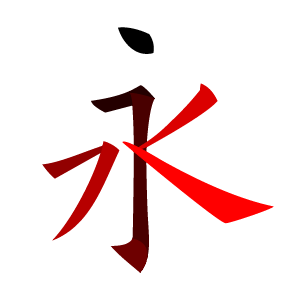
「永」字八法

### 構造原理
六書是漢字組字的基本原理，在周禮中就有提到了六書，只是沒有說明具體內容。到了東漢，許慎在《說文解字》中，詳細闡述了「六書」這個漢字構造原理：象形、指事、會意、形聲、轉注、假借。

#### 象形
這種造字法是依照物體的外貌特徵來描繪出來，所謂「畫成其物，隨體詰詘」是也。如日、月、山、水等四個字，最早就是描繪日、月、山、水之圖案，後來逐漸演化變成現在的造型。

#### 指事
這是指表現抽象事情的方法，所謂「各指其事以為之」是也。如人在其上寫作「上」，人在其下寫作「下」，有人稱為抽象的象形。

#### 會意
這個造字法，是將兩個字根組合起來，使衍生出新的含意。如「日」和「月」組起來，就是日光加月光變成「明」。「人」字和「言」字合成「信」字，意思就是人過去所言；有信，就是這個人都很遵守自己說過的話。

#### 形聲
此乃文字內以特定形狀（字根）表特有的音。例如：胡，這個字也可為一個聲符，結合不同的屬性部件，表不同意義如蝴、湖、葫、瑚、醐等，而以同樣的發音元素(也有的是完全同音)，表達不同的事物。但形聲字，也因古今語言音韻變遷，不少古代同類形聲字在今天的官話已無共同音素了，如過、蝸。

#### 轉注
六書中轉註爭議最大。漢代許慎《說文解字》中對轉註的定義是：「建類一首，同意相受，考、老是也。」有人解釋這句話的意思是：轉註是用於兩個字互為註釋，彼此同義而不同形，如「老」、「考」二字。古時「考」可作「長壽」講，「老」、「考」相通，意義一致，即所謂「老者考也，考者老也」。詩經的《大雅·棫樸》亦云：「周王壽考。」。蘇軾的《屈原塔詩》也有「古人誰不死，何必較考折。」一語。其中的「考」皆「老」意。由於許慎對轉註定義模糊，《說文解字》一書中除此例以外再無其他字被記載為轉註字，因此，後代的文字學家針對許慎的前述的定義有許多解釋和爭議。其中包括「形轉說、聲轉說、義轉說」三類，只是這三種說法有人認為不夠全面。當代古文字家林沄認為「轉注」就是一個形體（字根）記錄兩個讀音和意義完全不同的兩個詞，例如「帚和婦」與甲骨文中的「母和女」等等。亦有觀點認為轉註不是解釋漢字字源必須的概念，中国著名文字学家、北京大学教授裘锡圭先生认为：「在今天研究汉字，根本不用去管转注这个术语。不讲转注，完全能够把汉字的构造讲清楚。……总之，我们完全没有必要卷入到无休无止的关于转注定义的争论中去。」

#### 假借
這法簡言之，借用一字去表達別的事物。一般來說，是有一個無法描述的新事物，就借用一個發音接近或是屬性近似的字根，來表達這個新事物。例如：「又」，本來是指右手（最早可見於甲骨文），但後來被假借當作別的意思。聞，本意是用耳朵聽東西的意思。例如《大學‧第七章》中有「視而不見，聽而不聞，食而不知其味」，但後來被假借成嗅覺的動詞(不過也有人認為這是錯用)。
(其中「轉注」「假借」兩項的意義，至今爭訟不休，尚無令人滿意的說法。)
總結以上古代六書，前兩項，「造字法」也；中兩項，「組字法」也；後兩項，「用字法」也。這六個原理，是古代文字學學者歸納出來的字學理論。其所含漢字構成法則，是長期演化而成的，不是任何一個人獨創的。

### 字形

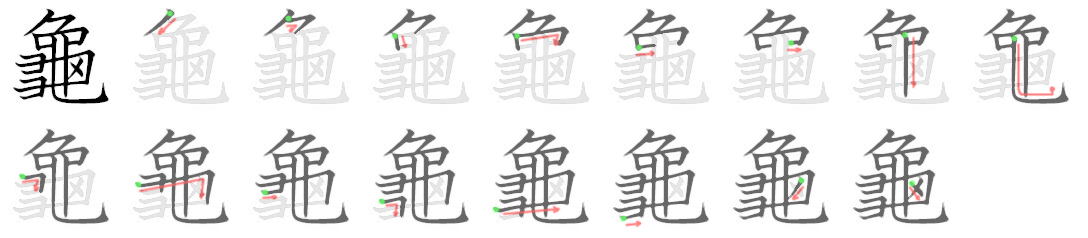
「龜」字的筆畫與筆順

漢字有各種不同的書寫方式，即有不同的字體；不同的字體，漢字的字体形状不一樣。就算是同样的字体，也会因使用地区或使用者的不同而有字形上的差异。由於各地对字形的使用并没有统一，加之大陆地区使用“新字形”（与“旧字形”或“传承字形”相对）、日本使用“新字體”，便产生了许多差异。例如“刃”及“角”，在各地写法都不尽相同。又如“口”字，中華民國官方规定最後一橫要寫得超過上面的橫折露出来一点，其他地区的写法却是不出头的。
規整的字體（如：楷書、宋體、隸書、篆書等）書寫下的漢字是一種方塊字，每個字佔據同樣的空間。漢字包括獨體字和合體字，獨體字不能分割，如「文」、「中」等；合體字由基礎部件組合構成，佔了漢字的90%以上。合體字的常見組合方式有：上下結構，如：「笑」、「尖」；左右結構，如：「詞」、「科」；半包圍結構，如：「同」、「趨」；全包圍結構，如：「團」、「回」；複合結構，如：「贏」、「斑」等。漢字的基末級部件（或稱基礎部件）包括獨體字、偏旁部首和其他非字部件。
所謂的「文字」，古代是兩個東西，東漢許慎《說文解字》敘：「倉頡之初作書，蓋依類象形，故為之文，其後形聲相益，即謂之字。」；宋鄭樵《象類書》云：「獨體為文，合體為字」。這個文，現代的術語叫作字根部件，漢字是以意念的表達需要組合所需部件於一方塊，合成千千萬萬的字。
鄭樵的搜集，以形為主的文有三百三十個，稱為形母，以聲為主的文共有八百七十個，稱為聲母，合計一千二百文。
但鄭樵的聲母形母已經失傳，近代周何教授依據中文資訊交換碼第二集的22394字的字集重新整理的結果，得出漢字有869個聲母及265個形母，共計1134個。形母：鄭樵的搜集，有三百三十個。現代的研究整理，是265個。聲母：鄭樵的搜集，有八百七十個。現代的研究整理，是869個。
末級部件，再行拆解，即為漢字的最小構成單位：筆畫。漢字的筆畫離不開「點」、「橫」、「豎」、「撇」、「捺」、「折」這六种基本筆畫，另外還有「提」。以書法為例，對各種筆畫都有多種不同寫法，尤其以折的變化最多。
書寫漢字時，筆畫的走向和出現的先後次序，即「筆順」，是比較固定的。基本規則是，從上到下，從左到右，先橫後豎，先撇後捺，先外後內，先外後內再封口，先中間後兩邊。不同書寫體漢字的筆順可能有所差異。
各地字差異
以下舉出幾個各地字差異：
| 中國大陸 | 台灣 | 日本 | 南北韓 | 香港 |
| -------- | ---- | ---- | ------ | ---- |
|          |      |      |        |      |
|          |      |      |        |      |

### 讀音
漢字是多種語言的共同書寫體系，每個字代表一個音節或數個音節（視語言而定）。此外念法上在日語以及各漢語中，讀音有「音讀」和「訓讀」之分。
- 漢語

上古漢語，有人認為曾存在一個漢字多個音節的情況，但目前主流看法仍是以一字一音為主。中古漢語（以切韵及广韵音系为代表）已經確知為一字一音節。現代標準漢語中，皆由一個聲母、一個韻母及聲調確定，實際用到1300多個音節。
從字源來看，由於漢語使用者習慣用不同字形書寫同音異義的語素，且同一漢字常常存在許多書寫變體，因此存在較多同音字現象（與之對比的是，西方語言習慣用同一詞形書寫同音異義的語素，因此存在較多多義詞現象，如“蝙蝠”和“球拍”在英語中都用bat書寫）。由於各種原因，漢字還有一字多音的情形，稱為多音字或破音字，此外，許多地方的漢語具有文白異讀的情況。中國其他少數民族借漢字表音時，也有存在一字多音節的情況。
- 朝鮮語

漢字大致為一字一種發音，存在訓讀，但现今已不常用。
- 日語

在漢字的發音上，有著多音節，如、，也有單音節如（空气）的，此外有許多字因訓讀、音讀，在不同狀況，發不同音的情形。
除了日本以外，其他漢字使用地区仍有少數字使用多音節字，如「浬」（海里）、「嗧」（加侖）、「瓩」（千瓦）、吋（英寸）、哩（英里）等。中華民國官方機構或民間均普遍使用，在大陸地區由於官方廢除已不使用，但一般人也理解其意思。

### 注音
最早的注音方法是讀若法和直注法。讀若法就是用音近的字來注音，許慎的說文解字就採用這種注音方法，如「埻，射臬也，讀若准」。 直注法就是用另一個漢字來表明這個漢字的讀音，如「女為說己者容」中，使用「說者曰悅」來進行注音。
以上兩種方法都有先天上不完善的地方，有些字沒有同音字或是同音字過於冷僻，這就難以發揮注音的作用，例如「襪音韈」等。
魏晉時期發展出了反切法，據傳是受使用拼音文字的梵文影響。漢字的發音可以透過反切法進行標註，即用第一個字的聲母和第二個字的韻母和聲調合併來注音，使得所有漢字發音都有可能組合出來。如「練，朗甸切」，即「練」的發音是「朗」的聲母與「甸」的韻母及聲調所拼成。
近代以來，又發展出了仿漢字形式的注音符號及眾多拉丁化拼音方式。注音符號一直都是中華民國官方教學的一部分，學生在學習漢字前先要求必需掌握。而目前大陸最為廣泛使用的是漢語拼音。
由於漢字以本身表義為主，注音方面較為薄弱。這個特性使得上下千年的文獻，不至於產生如同使用拼音文字的西方世界一樣，用字措辭太懸殊的差距，但也造成推斷古代聲韻的難度，必須進行專門的漢語音韻學才能推測它們在上古漢語和中古漢語的發音。例如「龐」從「龍」而得聲，但今日北京話前者讀「páng・ㄆㄤˊ」，後者為「lóng・ㄌㄨㄥˊ」。
潘悟云和法國學者沙加尔認為：漢朝之前，某些漢字可能代表著兩個音節以上的發音，即這些字具有次要音節和主要音節。

### 漢字與詞語
漢字是漢文組成的最小單位，大半可作單字詞獨立表義。隨著語言發展，也出現了不少兩字或多字詞語，近代白話尤多，大致可分為三類：
- 同義複詞：「遭遇」、「學習」（兩字同義）
- 反義複詞：「勝敗」乃兵家常事（兩字反義，兩個意思都保留）
- 偏義複詞：毫無「動靜」（兩字反義，只保留「動」義）

不過，準確掌握其複雜的形式和用法也成為了學習漢語的一種負擔。漢語中的常用詞彙約幾萬條，總詞彙量更有上百萬條，數量的龐大可能使人卻步。
在古文而言，使用單字比使用詞語來得精確且有效率，例如朱邦復先生就提倡精確使用「字」的復古作為。

### 漢字的數量
漢字由於是開放集合，數量並沒有準確數字，日常所使用的漢字約為幾千字。漢字數量的首次統計，見於漢朝許慎之《说文解字》中，共收錄9353字。其後，南朝時顧野王所撰的《玉篇》據記載共收16917字，在此基礎上修訂的《大廣益會玉篇》則據說有22726字。此後收字較多的是宋朝官修的《類篇》，收字31319個；另一部宋朝官修的《集韻》中收字53525個，曾經是收字最多的一部書。
近代编集的字典收字量更高，如清朝的《康熙字典》收字47035個；臺灣的《中文大字典》收字49905個；中國的《汉语大字典》（第一版）收字54678個，（第二版）收字60370個；最新的《中華字海》收字85568个，包含了《汉语大字典》、《中文大字典》、《康熙字典》和《说文解字》的所有收字；日本的《大漢和字典》收字48902個，另有附錄1062個。21世紀已出版的字數最多者，為日本《今昔文字鏡》，收字17萬個（含漢字以外的文字）。
20世紀所新創的，還有第一批簡化字後跟第二批的「二简字」，其中也包括社會上不少人造文字，不過二簡字已被大陸官方廢除，只有少數字在社會上流行，但現時並沒有於計算機編碼中被收錄。
在漢字計算機編碼標準中，目前最大的漢字編碼是臺灣的國家標準CNS11643，目前（4.0）共收錄可考證之正簡、日、韓語漢字共76,067個，在戶政系統等官方機構普遍使用。臺灣及港澳地區民間通用的大五碼收錄正體漢字13053個。GB 18030是中華人民共和國現時最新的內碼字集，總共收錄70244個漢字；GBK收錄簡體、繁體及日語、韓語漢字20912個，而早期的GB 2312收錄簡體漢字6763個。而Unicode的中日韓統一表意文字基本字集則收錄漢字20989個，另有七個擴展區、兼容补充、笔画和部首，總數亦高達94236個字。
初期的漢字系統字數不足，很多事物以通假字表示，使文字的表述存在較大歧義。為完善表述的明確性，漢字經歷了逐步複雜、字數大量增加的階段。過去在漢字組成基本因子（前述字根部件）研究與教學上落後，造成學習上必須逐字學習難以舉一反三，漢字數量越多學習越困難，組建新字的風氣日趨保守，也沒有相應的資訊處理技術，於是有許多單一的漢語意義是以詞表示，例如常見的雙字詞，所以近代書寫的發展多朝向造新詞而非造新字。
| 年   | 字典名                 | 漢字數  |
| ---- | ---------------------- | ------- |
| 100  | 説文解字               | 9,353   |
| 543  | 玉篇                   | 12,158  |
| 601  | 切韻                   | 16,917  |
| 997  | 龍龕手鑑               | 26,430  |
| 1011 | 廣韻                   | 26,194  |
| 1039 | 集韻                   | 53,525  |
| 1208 | 五音篇海               | 54,595  |
| 1615 | 字彙                   | 33,179  |
| 1675 | 正字通                 | 33,440  |
| 1716 | 康熙字典               | 47,035  |
| 1916 | 中華大字典             | 48,000  |
| 1989 | 漢語大字典（第一版）   | 54,678  |
| 1994 | 中華字海               | 85,568  |
| 2001 | 異體字字典（正式一版） | 105,982 |
| 2010 | 漢語大字典（第二版）   | 60,370  |
| 2014 | 汉字海                 | 102,447 |
| 2024 | 異體字字典（正式七版） | 106,303 |

#### 汉字字位数量
汉字字位（或者叫“字素”、“字种”）是指将同一个字的不同写法（正体字、简体字、二简字、异体字、新字形、旧字形、讹字、缺笔字等）计算为同一个字，而不是分别计算为不同的字。例如：“够”和“夠”被视为同一个汉字的不同字位变体，而不是两个汉字。
依據中華民國教育部《異體字字典（正式七版）》，漢字正字為29,920字，異體字為74,381字，另有待考附錄字2,002字，但以上不含85字的和製漢字、255字的朝鮮漢字，若加計則正字為30,260字。近代编纂的字典所收的字越来越多，实际上增加的绝大多数是字位变体而不是字位。例如，收字42,174个的《康熙字典》仅仅比收字85,568个的《中华字海》少1,000个左右的字位。

### 常用字

#### 中华人民共和国
國家語言文字工作委員會於1988年頒佈的《現代漢語常用字表》收錄3,500字（2,500個常用字，1,000個次常用字），適用於中國大陸。
2007年中国語言生活状況報告裏，在10.07亿漢字的语料上，进行漢字使用情況数据调查，結果為：595字数的覆盖率达到80%，964字数的覆盖率达到90%，2394字数的覆盖率达到99%。
山西大學計算機科學系受國家語言文字工作委員會委托，抽樣統計200萬字的材料，檢測《現代漢語常用字表》收字的使用頻率。結果是：2,500常用字覆蓋率達97.97%，1,000次常用字覆盖率达98.49%，合計共3,500字覆蓋率達99.48%。
- 香港

香港教育署於1986年起頒佈的《常用字字形表》收錄4,700多字，適用於香港特別行政區。

#### 中華民國
1979年，中華民國教育部頒佈的《常用國字標準字體表》收錄4,808字，適用於臺灣。

#### 日本
日本內閣於1946年頒佈《當用漢字》，收錄1,850漢字；文部省國語審議會（今文部科學省文化審議會）於1981年頒佈《常用漢字》，收錄1,945漢字，取代《當用漢字》。依《常用漢字》，1006個漢字在小學教授，939個在中學中教授，共計1,945個。2010年11月30日追加196個新的常用漢字，並削除5個漢字，合計共2,136字。
自1975年，日本漢字能力檢定協會推出日本漢字能力檢定，測試日本人對漢字的掌握。直至2007年，共2,716,711人考核。成績分為12級，由最高至最低排列分別為：1級、準1級、2級、準2級、3級、4級、5級、6級、7級、8級、9級、10級。
多數日文漢字為一字多音。因为每個漢字在不同的日语詞彙中有训读音或音读音，所以日文漢字會比中文漢字困難許多。

#### 
汉文教育用基础汉字是韩国教育中规定的标准汉字，皆为与正体字大致相同的韩文汉字。于1972年8月16日公布，数量约1,800字，在中高等院校进行普及。

### 笔画最少與最多的漢字
最簡單的漢字只有一笔画，但卻不止一個字：除了「一」字以外，「乙」、「〇」、「丶」、「丨」、「亅」、「丿」、「乀」、「乁」、「𠄌」、「𠃋」、「𠃉」、「𠃊」、「乚」等都是漢字，而且都有各自的讀音。
中文汉字中，笔画最多的汉字可能是，是一种面食的名称，此字至今习用，其不同写法的笔画数在54至71画之间不等。被传统辞典收录的笔画最多的汉字为《字汇补》、《汉语大字典》中由四个“龍”字组成的字，共64画；同樣屬於64劃的字由四個“興”字組成的字，收入自《中文大辭典》；之後的是由四個「雷」字組成的字，有52劃，收錄於《說文解字》。
另外，日本汉字收录于日本的TRON计划中，但此字无法提供有效证据表明其确有使用，因此状况存疑。该字由3個「龍」字和3個「雲」個組合而成，共有84劃。该字曾提交到当时的统一码扩展C区，编号为JMK66147，后因扩展C区的时间原因被安排到了扩展D区，之后因找不到合适证据被撤销。最后提交到扩展G区并被接受。

## 漢字文化

### 漢字所記錄的語言
現在，純汉字僅僅被用於記錄汉语。在日本，漢字和假名一起被用於記錄日語。在韓國，除了純漢字和純諺文记录的朝鮮語，也有韩汉混用记录的朝鮮語。
其他一些民族在早期會將漢字單純作為表音文字來記錄他們的語言。如蒙古語最早的文獻蒙古秘史即用純漢字當做表音文字進行記錄；日語最早的文獻也是把漢字當做表音文字來記錄日語，後來演變出萬葉假名；朝鮮語最早的文獻也是使用純漢字當做表音文字來記錄朝鮮語。直到1443年，當時朝鲜王朝的世宗大王李祹發明了諺文，並在1446年頒布《訓民正音》，使得整個朝鲜半岛從此開始使用諺文記錄韓語。

### 衍生文字
漢字是世界上最主要的基礎文字之一。在漢字的影響下，產生了許多文字。
契丹文、女真文、西夏文的創製受到了漢字的影響，它們跟漢字一樣都是方塊型文字，筆畫形狀也極其類似，其中契丹文、女真文也採用類似六書的造字法，西夏文则不採用六書造字法。但這些文字除個別字與漢字外形相同外，絕大部分字形都跟漢字不同，因此在Unicode中它們都是獨立區塊編碼的。
古壯字（方塊壯字）、古白字（方塊白字）、古布依字（方塊布依字）、字喃等文字可以說是漢字在其他語言中的擴充，因為它們很大一部分本身就是漢字（賦予新義），另一些則是用已有漢字偏旁組合構成新字，因此，這些文字的外觀上與漢字很相似，在Unicode中與漢字一道編入漢字區。
女書是用於記錄漢語的另一種文字，它們的造字法與六書有部分相似之處，但字的外觀與漢字差異較大，Unicode中作為獨立區塊編碼。
以上文字有些因各種原因而消亡，如今除專家學者外無幾人能識。
日語的假名（仮名）是由漢字的草體、簡筆演變而成的。朝鮮半島使用的諺文在創製時深受漢字影響。諺文和日語假名一樣可以和漢字一同混寫。
此外如蒙古文、滿文、錫伯文等也是在漢字書寫方式和書寫工具的影響下，將從右向左書寫的源自察合台文的書寫方式改為從上到下書寫，文字的結構也隨之有所變化。

### 漢字文化圈
漢字是承載文化的重要工具，目前留有大量用漢字書寫的典籍。不同的方言、甚至語言都使用漢字作為共同書寫體系。在古代日本、朝鮮半島、越南、琉球群島，以及位於婆羅洲的蘭芳共和國，漢字都曾是該國正式文書的唯一系統，因而漢字在歷史上對文明的傳播分享有著重要作用。
由於漢字和發聲的聯繫不是非常密切，比較容易被其他民族所借用，如日本、朝鮮半島和越南都曾經有過不會說漢語，單純用漢字書寫的歷史階段。漢字的這個特點對於維繫一個文化圈—一個充滿各種互相不能交流的方言群體的民族——發揮了主要的作用。
漢字對周邊國家的文化產生過巨大的影響，形成了一個共同使用漢字的漢字文化圈，在日本、越南和朝鮮半島、琉球群島，漢字被融合成它們語言的文字。直到現在，日語中仍然把漢字認為是書寫體系的一部分。在朝鮮民主主義人民共和國和越南，已經完全不再使用漢字；在大韓民國，漢字的使用在近幾十年來越來越少；但是由於朝鮮語／韓語中使用了大量的漢字詞彙，並且重音現象嚴重，所以在需要嚴謹表達的場合（如法律条文）時仍然會使用漢字。雖然在通常情況下人名、公司機構名稱等均使用韓文書寫，不過大多數的人名、公司機構均有其對應的漢字名稱。

#### 日本
漢字於公元3世紀經朝鮮半島輾轉傳入日本。二戰後日本開始限制漢字的數量和使用，頒布了《當用漢字表》及《人名用字表》等，其中簡化了部分漢字（日本新字體），不過文學創作使用的漢字，並不在限制之列。日本除從中文中傳入的漢字外，還創造和簡化了一些漢字，如（十字路口）、「栃」、「峠」（越嶺道路的頂部）和「広」（廣）、「転」（轉）、「働」（勞動）等。

#### 朝鮮半島
公元3世紀左右，漢字傳入了朝鮮半島，朝鮮語／韓語曾經完全使用漢字來書寫。相傳薛聰在當時發明了吏讀，把朝鮮語用同音或同義的漢字來表示。例如：「乙」字被用來表示韓語中的後綴「-l（ᆯ）」。由於有不少發音都沒有對應的漢字，所以朝鮮半島的人民又運用組字法，把兩個或多個漢字合組成為一個新的吏讀字。相傳後來的契丹文就是受到吏讀字的影響。此外尚有鄉札、口訣等以漢字表記朝鮮語的方法。
1443年，朝鮮世宗大王頒布《訓民正音》，發明了諺文與漢字一起使用，但當中有不少部件仍然有昔日吏讀字的痕跡。現在的大韓民國雖禁止在正式場合下使用漢字，並停止了在中小學中教授漢字（但是從2011年開始，大韓民國的李明博政府已經決定將漢字重新納入中小學的課程裡），不過漢字在民間仍在繼續使用，且可以按照個人習慣書寫，但是現在能寫一筆漂亮漢字的韓國人越來越少。朝鮮民主主義人民共和國於1948年廢除了漢字，僅保留了十幾個漢字（參見廢除漢字）。

#### 越南
公元1世紀漢字便傳入了越南，越南語也曾完全使用漢字做為書寫用文字，並在漢字的基礎上創造了喃字，但是由於書寫不便，漢字仍是主要的書寫方式。
1945年越南民主共和國（北越）成立後廢除漢字，使用了稱為「國語字」的拼音文字。現在的越南文已經看不出漢字的痕跡了。

### 漢字民俗
漢人許多日常生活、民俗文化都與漢字有關，例如：

「學好孔孟」的合文

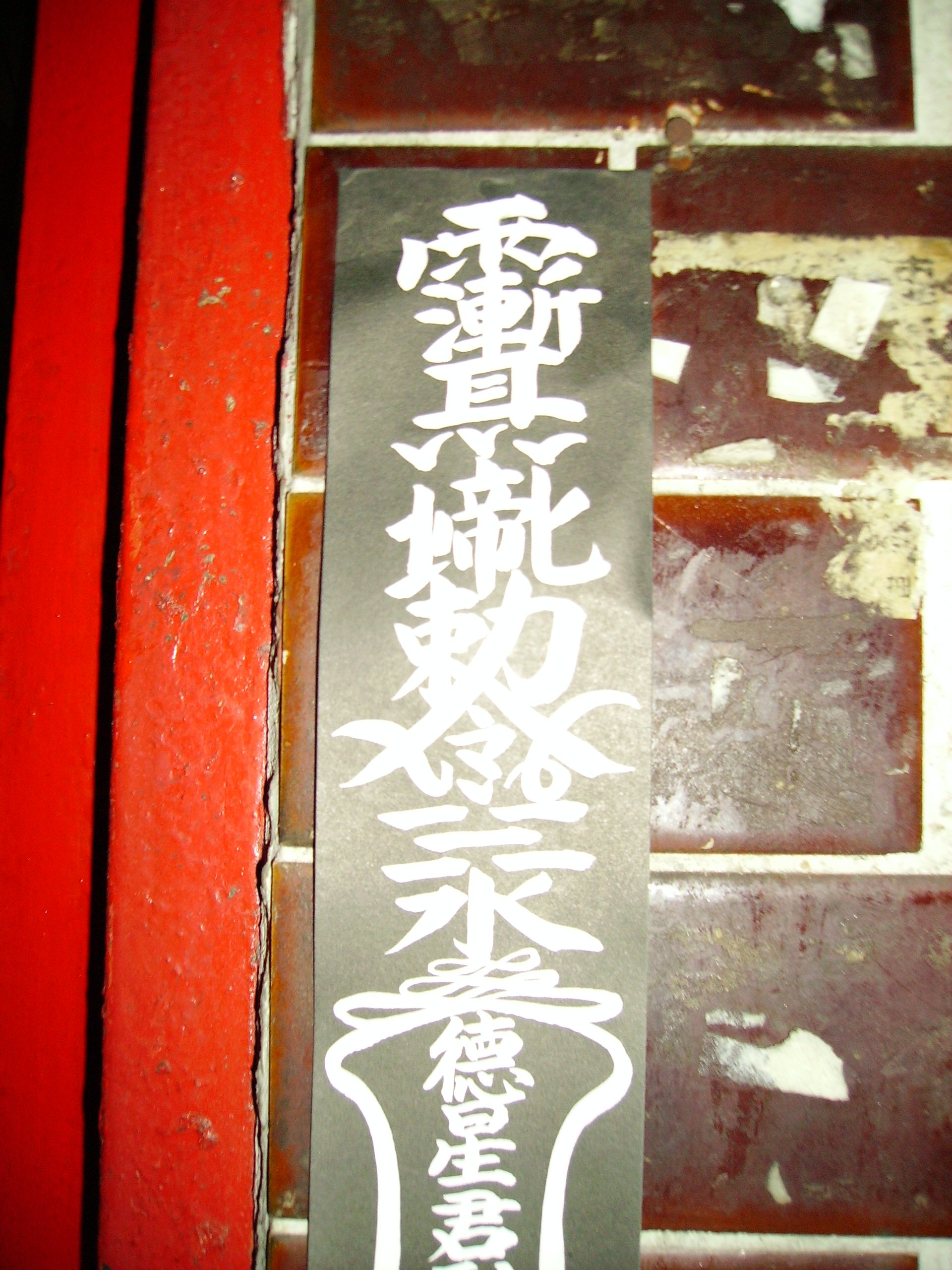
符咒中「北」字分寫、「勅令」連字

- 射虎：就是猜燈謎，也叫打燈虎，與漢字有著密切關係。舊時的射虎大致可以分成兩類，一類是文人射虎，謎面深奧、謎格複雜多樣、謎底多為四書五經中的原句；一類是市井燈謎，謎面謎底均很通俗。射虎是元宵節的一項重要活動。
- 字謎：猜字謎是一種漢字遊戲，藉由謎底來猜出一個或多個漢字，如「一點一橫長，一撇到南洋，十字對十字，日頭對月亮。(猜一字)」是猜「廟」字、「目字加兩點，莫作貝字猜；貝字減兩點，莫作目字猜。(猜二字)」是猜「賀、資」二字。
- 合文：中國民間常將一些帶有吉祥含義的短語合寫為一個字，以祈求吉祥，常見的合文如「招財進寶」、「囍」（雙喜）、「黃金萬両」等。
- 諧音字：漢人喜歡利用漢字的同音特點用諧音字取吉祥之意，比如蝙蝠的「蝠」諧音為幸福的「福」，於是廟宇中常見石柱刻有蝙輻。而走獸的「獸」亦諧音為「壽」。
- 增減筆：在書法中為呈現不同結構會有「增筆」與「減筆」的情形[38]，而有的書寫者更因不同想法將漢字作增減筆，如寫「䖝二」代表「風月無邊」、「(爿圡)觀」表示「壯觀多一點」等。
- 九九消寒圖：中國北方地區的一項民俗在每年數九的季節寫下「庭前垂柳珍重待春風」九個雙鉤字，這九個字每字九劃，從冬至開始每天根據天氣為一個筆畫填充顏色，到數九結束完成全圖。
- 花鳥字：一些民間藝人用一些花卉和禽鳥的圖案拼寫成漢字，近看細節是一些花鳥畫，遠看整體卻是一幅字，這種字畫結合的藝術形式被稱作花鳥字，是一種多彩花鳥蟲魚組合書法。在中國，只有在春節廟會中，和一些節日集會中才可以看到。花鳥字在英美等西方國家也成為一種街頭藝術。早期的鳥字畫大多寫的是一些吉祥話語，以祈求吉利，現在在廟會見到的鳥字畫則以書寫顧客的姓名為主，購買者的目的也由祈求吉祥逐漸轉變為獵奇。
- 門聯、春聯：在紙張上書寫文句貼在門楣、門柱構成「冂」，通常表達主人身分、文學心境。在過舊曆新年時，則會在紅色紙上書寫門聯，或是吉祥字如「春」、「福」、「滿」、「山珍海味」等字貼在門、牆、米缸、冰箱等處。
- 題字、墨寶：在紙張、木石、器物上寫字(書法)。一些匾額、招牌、建築物題字的字體是向當代知名書法家邀字，或是從古今書法作品中選字製成。
- 測字：一種以求測者抽出漢字或寫下漢字，再由相命者利用漢字的形、音、義、部件、增筆、減筆、拆合等，甚至憑據書寫時的筆勢、墨的濃淡、當時環境等因素作出命相的解釋或論斷吉凶。
- 拆字：漢人社會在說「姓氏」時常以拆字法說明，如「雙木林」、「弓長張」等。說明一個單字時，也可用拆字法，如「ㄏㄨㄥˊ/hóng」有「江鳥鴻」、「寶蓋宏」、「水共洪」等。
- 隱語：將欲指稱人事物的字以隱諱的方式說出，通常是以拆開漢字的原則，如「丘八」是「兵」的隱語。因為隱諱，通常也是為了不直接口出髒話，如「貝戈戈」(賤)、「竹本口木子」(笨呆子」)等。
- 印章：漢人社會以印章簽署公文書、契約之情形相當普遍，私章可代表個人簽名，故極重視其防偽功能，常以漢字之特殊字體來增加仿冒難度。另外個人藏書章、詞句章，也以不同漢字字體作出個人風格。
- 符咒：道教法術的一種，用黃紙或其他色紙，並通過一定的方法，書寫畫一些字或圖案，常被認為具有驅邪的效果。其中多個漢字可以連字、合字，也可以將漢字拆開書寫，不一而足。
- 正字計數：採用漢字「正」字表示計數符號，例如用在學校學生幹部或公職候選人的選舉計票。因為「正」字筆劃為5劃，易於算數統計；而且該字結構只有橫線與直線，易於辨識，此計數方法普遍見於漢字文化圈。

### 漢字藝術

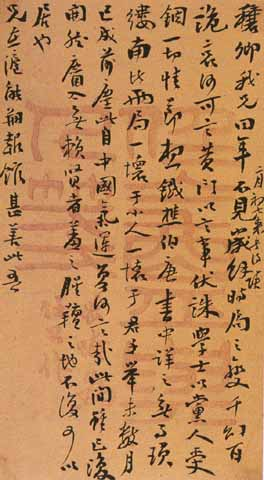
梁啟超的書法作品

漢字獨特優美的結構，書寫的主要工具——毛筆有多樣的表現力，因而產生了中文獨特的造型藝術——書法。而篆刻是和書法相關的藝術，用刀在石材上雕刻出篆字作為印章，尚有勒石、山壁題字等。

#### 書體
同一个汉字，可以有不同的書體。當前漢字書體主要有篆書、隷書、草書、行書、楷書等。
| 甲骨文 | 金文（鐘鼎文） | 大篆（籀文） | 小篆（篆書） | 隷書（漢隸） | 楷書（正体字） | 簡化字（简体字） |
| ------ | -------------- | ------------ | ------------ | ------------ | -------------- | ---------------- |
|        |                |              |              |              |                |                  |

## 漢字變化

### 造字

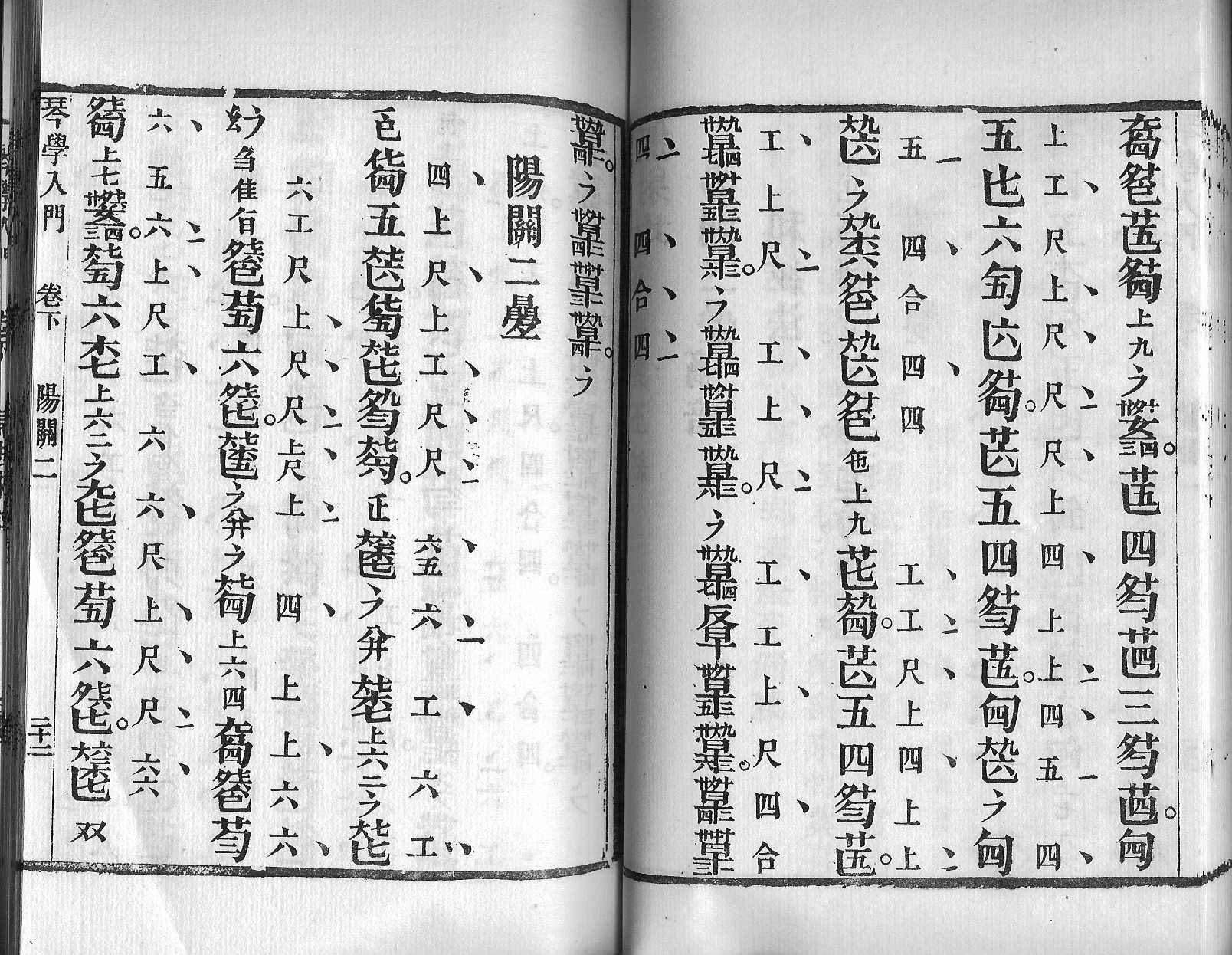
《琴學入門》减字谱、工尺譜的造字

漢字歷史上是不斷在組新字的，目前的各種漢字並非同时定型于某一年代，而是應時代需要逐渐發展而来的。例如：“人”字在商朝就已出现，“凹”字和“凸”字則是在唐朝才出現的。
此外不同的行業也会因用字需求而造字。例如：中国的傳統音乐在記譜上會使用減字譜、工尺譜。

### 拉丁化
自十九世紀中葉後，亞洲和西方都發佈了很多漢字拉丁化方案，如：
- 威妥瑪拼音（1867年）
- 法國遠東學院拼音（1902年）
- 郵政式拼音（1906年）
- 德式拼音（1911年）
- 國語羅馬字（1928年）
- 拉丁化新文字（1931年）
- 耶魯拼音（1943年）
- 捷克拼音（1951年）
- 漢語拼音方案（1958年）
- 國語注音符號第二式（1984年）
- 粵語拼音（1993年）
- 通用拼音（1998年）

現在，漢語拼音方案是使用最廣且被国际上广泛接受的汉字拉丁化方案，同时也是被聯合國接受的汉字拉丁化方案。而威妥瑪拼音歷史悠久，至今仍用於中華民國（臺灣）的人名、地名拼寫。不過隨著漢語拼音在國際上的普及，現在使用頻率正在大幅度的減少。2008年9月16日，中華民國行政院跨部会议通过提案，放弃此前使用通用拼音的政策，改採漢語拼音為譯音標準，並從2009年1月1日起實施，但舊護照姓名和部分地名、道路名稱仍採用威妥瑪拼音、郵政式拼音、國語羅馬字、國音二式抑或通用拼音。

### 異體字整理
汉字中存在许多异体字，它们的意义和读音完全相同，只是写法不同。异体字的产生部分是由于历史原因，有的则是人为造字，如「和、咊、龢」、「秋、秌、龝、𥤛」等。
臺灣也有使用所謂的異體字，例如“臺”與“台”、“體”與“体”以及“學”與“学”等等。
中国大陆於1956年公布整理异体字表，废除了大量异体字，但後來因為各種原因恢復了部分異體字。如“於”曾被當作“于”的異體字廢除掉，但因爲姓氏中「于」和「於」同時存在，不宜混為一談，所以在1988年發表的《現代漢語通用字表》中又恢復成為規範字。另外，不同地區對異體字的取捨有所不同，例如韓國就以漢字各種異體字中最早出現的樣式為標準寫法。所以，在韓語漢字的標準中，取“甛”而不取“甜”、取“幇”而不取“幫”、取“畵”而不取“畫”。

## 计算机处理
由于英文文字是由26个字母排列组合而成的文字，因此可以简化输入步骤；相比较之下汉字则不能如此，从字形上汉字虽然可以拆解成不同的部分，但是被分成的部首或偏旁数量过多，这样不但不能达到简化输入的目的，反而显得更为繁琐。于是从汉字字音上去考虑，汉字输入被分成少量的语音元素组合排列，反而可以达到简化输入的步骤。因为是语音输入对汉字的读音必须清楚，某些生僻字或不知道汉字发音的则会很困难，这在一定程度上限制了汉字的输入。
由于打字機鍵盤是為歐美文字設計的，在設計時本身沒有考慮汉字輸入的問題，輸入漢字往往比輸入拼音文字困難。汉字没有经过中文打字機的普及，直接进入了電腦中文信息处理阶段。在電腦發明初期曾引起漢字能否適應電腦時代的問題，支持漢字拉丁化的學者甚至以此為理據。
随着各种中文输入法的出现，汉字的计算机输入、存储、输出技术得到了基本解决，大大提高了中文写作、出版、信息检索等的效率。目前中文输入法有上千种之多，主要包括表音输入和表形输入两类，也有两者兼之的。汉字的语音输入、手写识别和光学字符识别（OCR）技术也已得到广泛应用。
如收录数千字的GB 2312（中國大陸）、大五碼及中文標準交換碼（臺灣）、HKSCS（香港）、JIS（日本）、KS X 1001（韓國）、KPS 9566（朝鮮），以及收录两万多字的GBK（中國大陸）、國際標準統一碼、通用字符集等等。在這個過程中，因為技術及其他種種因素，在收錄字數，及收錄字體等方面或做不同層次的調整。
中国政府为了解决邮政户籍整理等的用字需要，于2000年实行了一个新的汉字编码的国家标准《汉字编码字符集-基本集的扩充》GB 18030-2000，共收漢字27484个。后又发布了GB 18030-2005再次进行扩充，添加了42760个汉字。

### 汉字编码

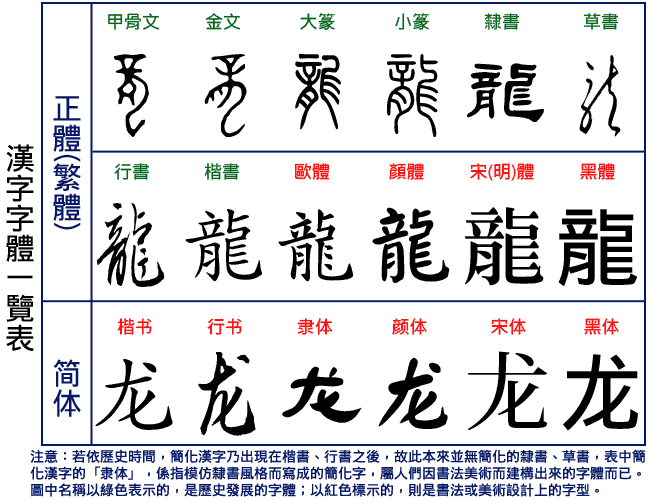
汉字的基本字体：篆、隶、楷、行、草。本图還包括了書法和印刷的美術字体，前者如歐體、顏體，後者如宋體、黑體

为进行信息交换，各漢字使用地區都制订了一系列汉字字符集标准。
- 国标码在中国大陆使用。GB 2312收录6763个汉字，GBK收录20912个汉字，最新的GB 18030-2005收录70244字（其中包括大量的东亚文字）。中国大陆官方要求在中国大陸出售的軟體必须支持GB 18030编码。
- Big5码。收录13053个汉字。在臺灣、港澳地區使用的一字节或两字节编码。
- Unicode：在国际通信化和軟體设计领域，中日韓統一表意文字编码收集了漢語、日語、朝鮮語／韓語中的漢字集。
- 宋体-方正超大字符集。2002年由微软开发，包含GB18030-2000字符集、CJK Ext-B中的36862个汉字，共计64395个汉字[43]。并提供了增强型区位码输入法[44]。宋体-方正超大字符集支持这个字符集的显示。

#### 動態造字
隨著計算機技術的不斷發展，漢字的輸入方式越來越多樣化、速度越來越快，並且這項技術仍在不斷提高。
漢字詞彙更新的實例
在化學領域，尤其需要大量描繪微世界的新詞，因此化學學科漢字更新的情況最爲顯著。
化學名詞曾用了“形聲、會意造字法”，造了一系列的新字，很多是將兩個字的字根組合，以表示新的意義的字，其發音也是原來兩字發音之組合（反切法）。例如：
- 「烴」（tīng）：碳（t-）、氫（-īng）
- 「羰」（tāng）：碳（t-）、氧（-ang）
- 「巰」（qiú）：氫（q-）、硫（-iú）
- 「羥」（qiǎng）：氫（q-）、氧（-ǎng）
- “烷”、“烯”、“炔”：則為“形聲兼會意”字，聲旁分別取自「完」、「稀」、「缺」，並且用來表示其不同程度的飽和狀態。

## 繁簡體漢字的比較
- 繁体字：由中國自古承襲演變的文字，優點是單一字內含意深遠，缺點則是筆畫較多，標準寫法的書體書寫速度较慢。
- 简化字：相對於傳統漢字，是簡化程度比較大的，廢除且合併了很多字，也簡併了很多的部件，優點是書寫容易、快速，缺點是有时难以精準用字，辨識困難，导致同义词增多，例如：「头发黑」，一般理解成「頭髮黑」，另一種則為「頭發黑」，有一部分人認為簡體字比起繁体字较失美观，因而在臨摹书法时常仍使用繁体字。

除了中國使用的簡化字外，日本與韓國也分別對漢字進行了簡化。在臺灣，官方用字或正式文書必須使用正體字；在手寫的非正式文書中，有些人會使用行书、草書或民間的俗寫，例如：「台」（臺）、（門）、「与」（與）；但是，不會使用簡化字中較難辨識字意的合併字，例如：「里」（裡、裏）、（復、複）、「台」（臺、檯、颱），皆不簡化。

### 引用
1. ↑   (PDF).   [2009-11-19]. （原始内容存档 (PDF)于2007-01-08）.
2. ↑   (PDF).   [2009-11-19]. （原始内容存档 (PDF)于2007-01-08）.
3. ↑   (PDF).   [2009-11-19]. （原始内容 (PDF)存档于2015-06-25）.
4. ↑   (PDF).   [2009-11-19]. （原始内容存档 (PDF)于2010-03-26）.
5. ↑   (PDF).   [2012-03-19]. （原始内容存档 (PDF)于2012-02-27）.
6. ↑   (PDF).   [2015-07-13]. （原始内容存档 (PDF)于2015-06-25）.
7. ↑   (PDF).   [2009-11-19]. （原始内容存档 (PDF)于2007-01-13）.
8. ↑   (PDF).   [2009-11-19]. （原始内容存档 (PDF)于2007-03-15）.
9. ↑   (PDF).   [2009-11-19]. （原始内容存档 (PDF)于2014-09-25）.
10. ↑   (PDF).   [2009-11-19]. （原始内容存档 (PDF)于2014-09-25）.
11. ↑   (PDF).   [2009-11-19]. （原始内容存档 (PDF)于2021-01-31）.
12. Sawndip Sawdenj (古壮字字典; [Dictionary of Ancient Zhuang Characters]), Guangxi Ethnicities Publishing (广西民族出版社), 1989. ISBN 978-7-5363-0614-1.
13. ↑  World Health Organization. . Manila: WHO Regional Office for the Western Pacific. 2007  [29 January 2020]. hdl:10665/206952. （原始内容存档于2022-01-19） （英语）.
14. ↑  Potowski, Kim. . Cambridge: Cambridge University Press. 2010: 82. ISBN 978-0-521-74533-8 （英语）.
15. ↑  Defrancis (1990); 蔣為文 (2005)， (2007)
16. ↑  . 2009-06-10 （中文（臺灣））.[永久]
17. ↑  俞偉超〈丁公陶文是已亡佚的東夷文字〉，收錄於俞偉超《古史的考古學探索》，中國和平出版社，2002年。
18. ↑  馮時《古文字與古史新論》，台灣書房，2007年。
19. ↑  李象潤、李浴洋《东夷契刻：中国书法的原生态——直插中华汉字根底基因的哲理对话》
20. ↑  陈望衡《迈入文明的大门：龙山文化的审美解读》
21. ↑  .   [2009-07-14]. （原始内容存档于2021-03-20）.
22. ↑  春秋戰國紛爭和民族融合[]普通高中標準實驗教科書《歷史》必修一、必修三，人民教育出版社。
23. ↑  林西莉 著，李之義 譯：《漢字的故事》，貓頭鷹出版社出版。ISBN 978-986-7415-89-9
24. ↑  亦有「鬬」、「鬭」、「鬪」
25. ↑  .   [2022-07-18]. （原始内容存档于2022-11-07）.
26. ↑  裘锡圭，《文字学概要》,1988年，商務印書館
27. ↑  《漢字的故事》　林西莉著，李之義譯，貓頭鷹出版社出版。ISBN 978-986-7415-89-9
28. ↑  Updated from Norman, Jerry. Chinese. New York: Cambridge University Press. 1988, p. 72. ISBN 0-521-29653-6.
29. ↑  Zhou Youguang 周有光. The Historical Evolution of Chinese Languages and Scripts; 中国语文的时代演进, translated by Zhang Liqing 张立青. Ohio State University National East Asian Language Resource Center. 2003, pp.72-73.
30. ↑  .   [2018-04-13]. （原始内容存档于2017-11-07）.
31. ↑  .   [2020-06-13]. （原始内容存档于2021-04-09）.
32. ↑  .   [2013-04-23]. （原始内容存档于2016-02-01）.
33. ↑  .   [2009-09-15]. （原始内容存档于2021-04-03）.
34. ↑  .   [2007-04-22]. （原始内容存档于2009-03-24）.
35. ↑   (PDF).   [2015-06-06]. （原始内容 (PDF)存档于2016-03-05）.
36. ↑  張均威. .   [2021-07-01] （中文（繁體））. []
37. ↑   (PDF).   [2023-11-05]. （原始内容存档 (PDF)于2024-01-20）.
38. ↑  .   [2020-09-29]. （原始内容存档于2021-04-09）.
39. ↑  . 2016年8月23日  [2021年2月1日]. （原始内容存档于2019年10月29日） （英语）.
40. ↑  .   [2021年2月1日]. （原始内容存档于2018年1月21日） （英语）.
41. ↑   . 维基文库. 2008. 六、海外華語教學原則，除使用注音符號者外，涉及採用羅馬拼音者，以採用漢語拼音為原則。七、其他中文譯音，除國際通用或特定詞、約定俗成者（如我國歷史朝代、地名、傳統習俗及文化名詞）外，以漢語拼音為準。
42. ↑  . 中央社. 2009-02-21  [2012-10-24]. （原始内容存档于2014-02-26） （中文（繁體））.
43. ↑  .   [2014-04-30]. （原始内容存档于2019-05-16）.
44. ↑  尉迟治平，汤勤,论中文字符集、字库及输入法的研制. 语言研究 2006年9月第26卷 第3期

### 實用工具
- Chinese Etymology 字源 （页面存档备份，存于）
- 中華語文知識庫 （页面存档备份，存于）
- 漢語多功能字庫 （页面存档备份，存于）
- 漢典 （页面存档备份，存于）
- 漢字全息資源應用系統 （页面存档备份，存于）
- 中國哲學書電子化計劃字典 （页面存档备份，存于）
- 古今文字 （页面存档备份，存于）
- 小學堂 （页面存档备份，存于）
- 國際電腦漢字及異體字知識庫 （页面存档备份，存于）
- 字形維基 （页面存档备份，存于）
- 字統網 （页面存档备份，存于）
- 缺字系統 （页面存档备份，存于）
- 漢字部件檢索 （页面存档备份，存于）
- 國字標準字體筆順學習網 （页面存档备份，存于）
- CJKV Dict 中日韓越辭典 （页面存档备份，存于）
- 教育部異體字字典 （页面存档备份，存于）
- CNS11643中文標準交換碼全字庫 （页面存档备份，存于） - 108,897字的免費中文字型檔。下載：【資料資源下載網址】欄內「全字庫宋體字型檔」的「ZIP」，或者「全字庫楷體字型檔」的「ZIP」。

### 常用字頻率統計
- 港台及大陆现代汉语常用字频率统计 （页面存档备份，存于）
- 漢字單字頻率列表 （页面存档备份，存于）
- 漢字分級標準檢索系統 （页面存档备份，存于）
- 國小學童常用字詞調查報告書 （页面存档备份，存于）
- 國語辭典簡編本編輯資料字詞頻統計報告 （页面存档备份，存于）
- 常用國語詞語調查報告 （页面存档备份，存于）

### 文章
- 汪德邁：〈中國表意文字的起源及其特徵 （页面存档备份，存于）〉。
- 陳光宇：〈试论汉字起源定点与世界古文字溯源比较 （页面存档备份，存于）〉。
- 陳光宇：〈從甲骨文推測漢字起源與發展的模式 （页面存档备份，存于）〉。